# Troglodyte de Zapata
Ferminia cerverai
Genre
Espèce
Statut de conservation UICN

 EN B1ab(i,ii,iii,v);C2a(ii) : En danger
Le Troglodyte de Zapata (Ferminia cerverai), unique représentant du genre Ferminia, est une espèce d'oiseau de la famille des Troglodytidae. C'est un oiseau de taille moyenne, grisâtre-brun, qui vit dans les arbrisseaux denses du Marais de Zapata, à Cuba.

## Description
Le troglodyte de Zapata mesure environ 16 cm de long, avec une longue queue. La coloration générale est brune, barrée de noir et avec les parties inférieures grisâtres.
Son chant est semblable à celui du Troglodyte familier, fort et aigu, décrit comme « un gazouillis musical précédé par une note gutturale, donnée en série de trois ou quatre phrases ».

## Alimentation
Il se nourrit d'insectes, d'araignées, de petits escargots, de lézards et de baies.

## Reproduction
Le nid est typiquement construit dans des plantes du genre Cladium. On pense qu'il se reproduit de janvier à juillet.

## Répartition et habitat

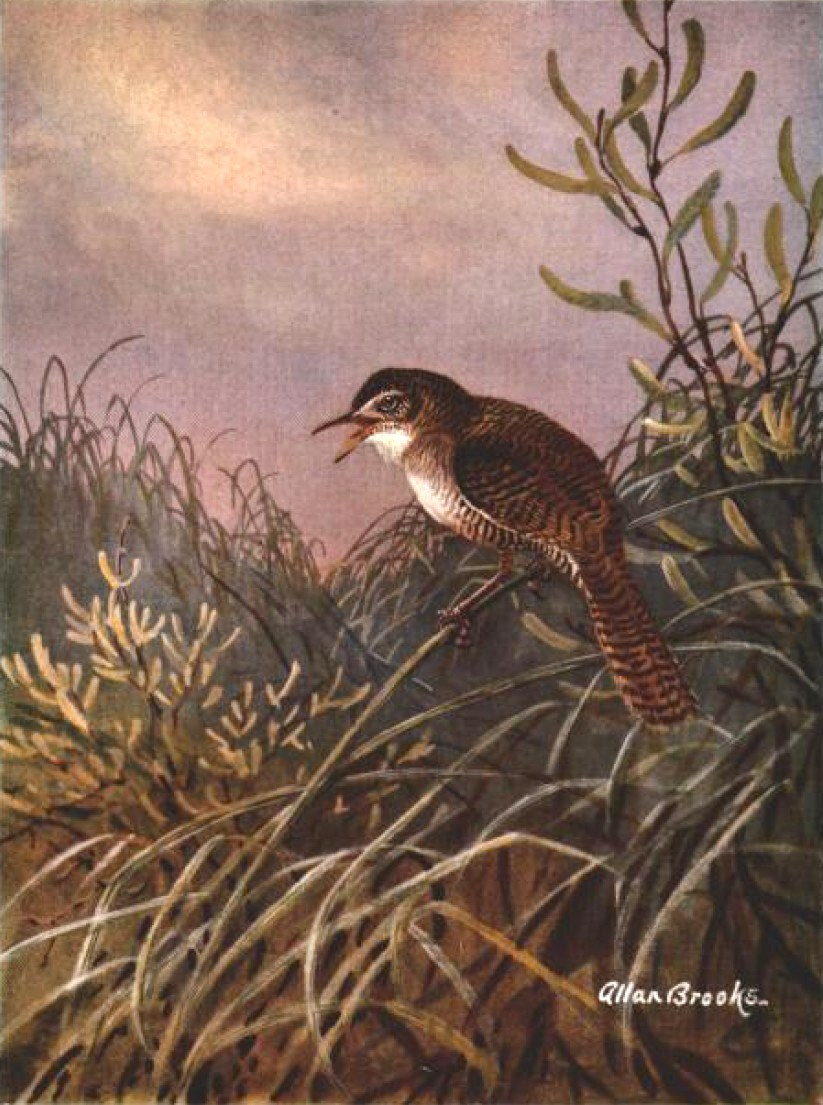
Dessin d'un Troglodyte de Zapata par Allan Brooks, publié en 1928 chez Thomas Barbour dans The Auk.

Le troglodyte de Zapata est endémique de la péninsule de Zapata, sur la côte sud de Cuba. Il occupe généralement les marais d'eau douce et les savanes des plaines aux buissons dispersés et aux petits arbres.

## Taxinomie
L'espèce a été décrite scientifiquement par l'herpétologiste américain Thomas Barbour, qui lui a donné sa dénomination spécifique cevererai en l'honneur du zoologiste espagnol Fermín Zanón Cervera, qui a découvert l'espèce, tout comme il le fit pour le Râle de Zapata ou le Bruant de Zapata, deux autres espèces endémiques des marais.

## Menaces et protection
Les menaces typiques pour cet oiseau sont les feux de la saison sèche, l'assèchement de marécages, la destruction de son environnement due à l'agriculture et la prédation par des animaux introduits comme les mangoustes et les rats.